# Куртістаун (Гаваї)
Куртістаун (англ. Kurtistown) — переписна місцевість (CDP) в США, в окрузі Гаваї штату Гаваї. Населення — 2515 осіб (2020).

## Географія
Куртістаун розташований за координатами 19°35′0″ пн. ш. 155°4′20″ зх. д. / 19.58333° пн. ш. 155.07222° зх. д. (19.583323, -155.072124).  За даними Бюро перепису населення США в 2010 році переписна місцевість мала площу 15,40 км², уся площа — суходіл.

## Демографія
Згідно з переписом 2010 року, у переписній місцевості мешкало 1298 осіб у 476 домогосподарствах у складі 335 родин. Густота населення становила 84 особи/км².  Було 532 помешкання (35/км²).
Расовий склад населення:
| - 35,8 % — азіатів - 19,5 % — білих - 9,4 % — вихідців з тихоокеанських островів - 0,3 % — корінних американців - 0,2 % — чорних або афроамериканців |

До двох чи більше рас належало 34,1 %. Частка іспаномовних становила 10,0 % від усіх жителів.
За віковим діапазоном населення розподілялося таким чином: 22,6 % — особи молодші 18 років, 61,1 % — особи у віці 18—64 років, 16,3 % — особи у віці 65 років та старші. Медіана віку мешканця становила 44,1 року. На 100 осіб жіночої статі у переписній місцевості припадало 99,4 чоловіків;  на 100 жінок у віці від 18 років та старших — 96,3 чоловіків також старших 18 років.
Середній дохід на одне домашнє господарство  становив 55 116 доларів США (медіана — 51 908), а середній дохід на одну сім'ю — 67 874 долари (медіана — 64 531). За межею бідності перебувало 4,7 % осіб, у тому числі 7,3 % дітей у віці до 18 років та 4,3 % осіб у віці 65 років та старших.
Цивільне працевлаштоване населення становило 560 осіб. Основні галузі зайнятості: науковці, спеціалісти, менеджери — 17,0 %, публічна адміністрація — 15,9 %, роздрібна торгівля — 12,1 %, освіта, охорона здоров'я та соціальна допомога — 12,1 %.